# Segunda Manzana de Barrio Morelos
Segunda Manzana de Barrio Morelos är en ort i Mexiko.   Den ligger i kommunen Timilpan och delstaten Mexiko, i den sydöstra delen av landet, 80 km nordväst om huvudstaden Mexico City. Segunda Manzana de Barrio Morelos ligger 2 639 meter över havet och antalet invånare är 497.
Terrängen runt Segunda Manzana de Barrio Morelos är kuperad söderut, men norrut är den platt. Runt Segunda Manzana de Barrio Morelos är det ganska tätbefolkat, med 80 invånare per kvadratkilometer. Närmaste större samhälle är San Andrés Timilpan, 2,6 km väster om Segunda Manzana de Barrio Morelos. I omgivningarna runt Segunda Manzana de Barrio Morelos växer huvudsakligen savannskog.